# Lo Vialar e Sant Prancaci
Lo Vialar e Sant Prancaci (en francès Villar-Saint-Pancrace) és un municipi francès situat al departament dels Alts Alps i a la regió de Provença – Alps – Costa Blava.

## Demografia
| 1836                                       | 1962 | 1968 | 1975  | 1982  | 1990  | 1999  | 2006  | 2016  |
| ------------------------------------------ | ---- | ---- | ----- | ----- | ----- | ----- | ----- | ----- |
| 1.087                                      | 899  | 960  | 1.023 | 1.117 | 1.287 | 1.410 | 1.459 | 1.471 |
| Des de 1962: població sense dobles comptes |      |      |       |       |       |       |       |       |

## Administració
| Període   | Identitat             | Partit        |
| --------- | --------------------- | ------------- |
| 1946-1983 | Amédée Joseph Cordier | PCF           |
| 1983-1989 | Bauvineau Vincent     | Divers droite |
| 1989-2001 | Eliane Ferraro        | Divers droite |
| 2001-     | Laurence Fine         | Divers gauche |
| 2014-     | Sébastien Fine        |               |